# 岩城けい
岩城 けい（いわき けい、1971年 - ）は、日本の小説家。大阪府大阪市生まれ。

## 経歴
日本の大学を卒業した後、単身オーストラリアへ渡る。ニューサウスウェールズ州のSouth West Institute of TAFE（SW TAFE）ヴィジュアルアート科ディプロマを修了。
保険会社の事務、製品マニュアルの翻訳、日本語の家庭教師など様々な職務を経験した後、現地で日本人男性と結婚。在豪20年。ビクトリア州在住（2013年9月現在）。

## デビューとその後
2013年5月、「さようなら、オレンジ」で第29回太宰治賞を受賞（受賞時ペンネームはKSイワキ）。選考委員は、加藤典洋、荒川洋治、小川洋子、三浦しをん。小説家デビューを果たす。なお、受賞時ペンネームのKSは、宝貝、カウリー・シェルの頭文字とされる。同年6月、同作を収録したムック本「太宰治賞2013」（筑摩書房編集部 編集 ISBN 978-4-480-80447-1）が刊行される。好評を呼び、異例の増刷となる。
2013年8月、『さようなら、オレンジ』単行本が筑摩書房から刊行される。同年12月、同作が第150回芥川龍之介賞の候補作になる。2014年、同作で第8回大江健三郎賞受賞、第27回三島由紀夫賞候補。2015年、第2作『Masato』で第37回野間文芸新人賞候補。2016年、同作で第32回坪田譲治文学賞受賞。

## 作品リスト

### 単行本
- 『さようなら、オレンジ』（2013年8月 筑摩書房 / 2015年9月 ちくま文庫）
- 『Masato』（2015年9月 集英社/2017年10月 集英社文庫）
- 『ジャパン・トリップ』（2017年8月 KADOKAWA/2020年3月 角川文庫）
- 『Matt』（2018年10月、集英社）
- 『サンクチュアリ』（2020年11月 筑摩書房）
- 『サウンド・ポスト』（2022年7月 筑摩書房）

### 雑誌掲載
小説
- 小指（ピンキー）（『すばる』2015年1月号）

エッセイなど
- 砂のかたち（『すばる』2021年6月号）